# Kontyngent
Kontyngent – obowiązkowe dostawy na rzecz państwa, np. kontyngenty wojskowe, kontyngenty żywności. Jest to ustalony przez władze publiczne  ilościowy limit dotyczący korzystania z pewnego prawa lub zakresu partycypacji w pewnych nakładach. Stosowanie systemu kontyngentów, który pozwala określić a priori maksymalne rozmiary pewnych operacji (lub przeciwnie - wysokość oczekiwanych od płatników podatków) jest praktyką dosyć powszechną. W dziedzinie podatków: w systemach o charakterze "repartycyjnym" (obecnie występują dosyć rzadko) podatek wnoszony przez każdą społeczność, proporcjonalny do całości planowanych przychodów potrzebnych na sfinansowanie określonych wydatków. Ustalanie ilościowych limitów importowych: w praktyce stosowanych instrumentów protekcjonizmu. Wprowadzanie kontyngentów na import wynika nie tylko z obawy przed przekroczeniem możliwości płatniczych, ale powodowane jest również troską o zapewnienie bardziej skutecznej ochrony niektórych sektorów. Kwoty Międzynarodowego Funduszu Walutowego: MFW, który tak jak inne organizacje międzynarodowe, potrzebuje odpowiednich środków kapitałowych, musi stosować zasadę obowiązkowych składek członkowskich. Oryginalność przyjętego przez MFW systemu polega na tym, że istnieje bezpośredni związek pomiędzy wysokością wniesionych składek i kontyngentami, które ograniczają dany kraj w sytuacji, gdy stara się o pomoc ze środków Funduszu. W prawie podatkowym Unii Europejskiej istnieje zakaz ustanawiania kontyngentów zgodnie z art. 34 Traktatu o funkcjonowaniu UE.